# يوسي فاين
يوسي فاين (بالعبرية: יוסי פיין‏) هو موسيقي إسرائيلي، ولد في 7 ديسمبر 1964 في باريس في فرنسا.

## وصلات خارجية
- الموقع الرسمي
- يوسي فاين على موقع ميوزك برينز (الإنجليزية)
- يوسي فاين على موقع ميوزك برينز (الإنجليزية)
- يوسي فاين على موقع أول ميوزيك (الإنجليزية)
- يوسي فاين على موقع ديسكوغز (الإنجليزية)